# Caobangia
Caobangia es un género monotípico de helechos perteneciente a la familia  Polypodiaceae. Su única especie: Caobangia squamata, es originaria de Vietnam en Cao Bang y China en Guangxi.

## Taxonomía
Caobangia squamata fue descrita por A.R.Sm. & X.C.Zhang y publicado en Novon 12(4): 549–550, f. 1. 2002.